# Communauté de communes de la Fave et de la Meurthe
Pour les articles homonymes, voir Fave (homonymie) et Meurthe.
La communauté de communes Fave et Meurthe est une ancienne communauté de communes française, qui était située dans le département des Vosges en région Lorraine.

## Histoire
Le 1er janvier 2014, la communauté de communes fusionnent avec les communautés de communes du Val de Galilée et de la Fave pour former la Communauté de communes Fave, Meurthe, Galilée.

## Composition
Elle est composée de 5 communes :
- Coinches
- Nayemont-les-Fosses
- Pair-et-Grandrupt
- Remomeix (siège)
- Sainte-Marguerite

## Administration
| Période                                  | Période          | Identité     | Étiquette | Qualité                                    |
| ---------------------------------------- | ---------------- | ------------ | --------- | ------------------------------------------ |
| Les données manquantes sont à compléter. |                  |              |           |                                            |
|                                          | 1er janvier 2014 | Patrice Feve |           | Maire de Nayemont-les-Fosses (depuis 2001) |